# Give and take
Give and take is het eerste studioalbum annex ep, die Here & Now onder eigen naam uitbracht. Here & Now is van origine een punkband maar kwam echt van de grond na samenwerking met Daevid Allen van Gong, nadat Mike Howlett hem op dit bandje had geattendeerd. Op deze ep is de mix goed te horen, de tierelantijntjes op de synthesizers zijn rechtstreeks overgenomen van Gong, maar de muziek klinkt wat feller (This time) dan die van Gong. De muziek en zang benaderde  ook de muziek van Hawkwind die ten tijde van Robert Calvert ook richting punk schoof.
Het album is opgenomen in Foel Studios, Llanfair, Wales. De band excuseerde zich voor de prijs die het in rekening moest brengen voor het album, ze hadden het geheel in de traditie van de punk liever gratis weggegeven.  

## Musici
- Steffy Sharpstrings – zang, gitaar
- Keith Bailey (La Missile) – basgitaar
- Keith Dobson (Kif Kif le bateur) – slagwerk, gitaar, zang
- Gavin Allardyce (da Blitz) – toetsinstrumenten
- Annie Wombat, Suze da Blooze - achtergrondzang

## Muziek
Alle van Here & Now 

| Nr. | Titel                        | Duur |
| --- | ---------------------------- | ---- |
| 1.  | What you see is what you are | 5:23 |
| 2.  | Nearer now                   | 5:42 |
| 3.  | Grate fire of London         | 7:33 |

| Nr. | Titel         | Duur  |
| --- | ------------- | ----- |
| 1.  | This time     | 4:46  |
| 2.  | 70s youth     | 5:00  |
| 3.  | Improvisation | 11:04 |

| Nr. | Titel                  | Duur |
| --- | ---------------------- | ---- |
| 1.  | Dog in hell            |      |
| 2.  | Floating anarchy radio |      |
| 3.  | Addicted               |      |